# Yunnanilus niger
Yunnanilus niger és una espècie de peix de la família dels balitòrids i de l'ordre dels cipriniformes.

## Morfologia
- Cos de color negre (incloent-hi totes les aletes llevat de la caudal).
- Els mascles poden assolir els 6,3 cm de longitud total.
- 11-12 radis tous a l'aleta dorsal i 8 a l'anal.
- 8 1/2 radis ramificats a l'aleta dorsal i 14 a la caudal.
- Absència de línia lateral.
- Sense porus al cap.[2][3]

## Hàbitat i distribució geogràfica
És un peix d'aigua dolça, demersal i de clima subtropical, el qual es troba a Yunnan (la Xina). Comparteix el seu hàbitat amb Yunnanilus macrogaster i Yunnanilus paludosus.